# Colonna a piatti

Simbolo utilizzato nei P&ID per una generica colonna a piatti.

La colonna a piatti è un'apparecchiatura chimica utilizzata per lo svolgimento di operazioni unitarie in cui sia necessario mettere in contatto una fase liquida e una fase gassosa.
In genere viene utilizzata per le operazioni di distillazione o di assorbimento gas-liquido.
Per far sì che la separazione abbia luogo è necessario realizzare il contatto fra la fase liquida che scende dalla testa e i vapori in risalita dalla coda. Il contatto viene realizzato mediante i piatti fisici. I piatti sono costituiti da una superficie forata e dotata di dispositivi che mettono in contatto le due fasi, di una zona chiamata discendente, ove scende appunto la corrente liquida dal piatto superiore, ed una zona detta stramazzo, ove il liquido passa al piatto inferiore.
I dispositivi di contatto tra le due correnti sono in genere di tre tipi: piatti a campanelle, piatti a valvole e piatti forati.

## Piatti a campanelle

Schema di funzionamento di una colonna di distillazione a piatti con campanelle.

Simbolo utilizzato nei P&ID per una colonna con piatti a campanelle.

I piatti a campanelle (bubble cap trays) sono piatti ampiamente utilizzati. Le campanelle risalgono infatti alla seconda metà dell'Ottocento e sono state studiate in ogni loro aspetto. La campanella è costituita da un tubo sopra al quale vi è una coppa forata. Il liquido scende dallo stramazzo del piatto superiore e forma un battente che corrisponde all'altezza del tubo della campanella. I vapori in risalita attraversano i fori della "coppa" e sono costretti a gorgogliare nel liquido, condensando in parte, a seconda della temperatura a cui si trova il piatto. I piatti a campanelle presentano una grande flessibilità operativa, tuttavia non presentano elevate efficienze, specie se la volatilità relativa tra i componenti della miscela non è molto diversa.

## Piatti a valvole

Simbolo utilizzato nei P&ID per una colonna con piatti a valvole.

I piatti a valvole (valve trays) possono essere considerati come una semplificazione del piatto a campanelle. In questo caso in ogni foro è alloggiata una valvola che si apre solo tramite la pressione del vapore in risalita. I piatti a valvole sono costruttivamente più semplici e quindi meno costosi, ma presentano una maggior difficoltà di dimensionamento fra l'area attiva e la zona del discendente. Inoltre il vapore per pressioni basse rischia di essere bypassato, per la non risalita della valvola nel caso di battenti di liquido importanti (weeping).

## Piatto forato
Un tipo di piatto ancora più semplice è il piatto forato (sieve tray), costituito semplicemente da una piastra forata. I piatti forati possono non essere dotati di discendente e stramazzo e la discesa del liquido può essere realizzata in controcorrente al vapore attraverso i fori. Anche il piatto forato presenta il problema del bypass del vapore, specie se non dimensionato adeguatamente.
Il numero di piatti ideali di una colonna di rettifica viene determinato con buona approssimazione attraverso il metodo di McCabe e Thiele, che presuppone che le portate di vapori e liquido in colonna siano costanti all'interno di un tratto (di rettifica o di strippaggio). Il numero di piatti reali dipende dall'efficienza del piatto, che viene stimata attraverso la relazione di Murphree. In ogni caso il numero di piatti ideali è sempre inferiore al numero di piatti reali.
Le colonne a piatti sono in grado di lavorare con elevate portate e non presentano grosse difficoltà a distillare anche liquidi ricchi in sedimenti o con elevata viscosità.